# 尊木采寺
尊木采寺，位于西藏自治区拉萨市达孜县章多乡尊木采村，是一座藏传佛教寺院。

## 简介
尊木采寺位于西藏自治区拉萨市达孜县章多乡尊木采村。为藏传佛教寺院。
2012年，该寺的僧人土旦塔杰被评为西藏自治区爱国守法先进僧尼。
2012年，达孜县水电局驻尊木采村工作队争取到10000元人民币，帮尊木采寺改造了用电线路，确保了用电安全。